# Nikita Alexandrowitsch Burmistrow
Nikita Alexandrowitsch Burmistrow (russisch Никита Александрович Бурмистров; * 6. Juli 1989 in Primorsk) ist ein russischer Fußballspieler.

## Karriere

### Verein
Burmistrow begann seine Karriere bei ZSKA Moskau. Zur Saison 2007 rückte er in den Profikader von ZSKA. Sein Debüt in der Premjer-Liga gab er im April 2007, als er am fünften Spieltag jener Saison gegen Spartak Naltschik in der 89. Minute für Vágner Love eingewechselt wurde. Bis Saisonende kam er zu sechs Einsätzen in der höchsten russischen Spielklasse.
Zur Saison 2008 wurde er an den Ligakonkurrenten Lutsch-Energija Wladiwostok verliehen. Bei Wladiwostok spielte er jedoch keine Rolle und kam während der Leihe nur zu vier Einsätzen, zudem stieg er mit dem Verein zu Saisonende aus der Premjer-Liga ab. Zur Saison 2009 wurde er ein zweites Mal verliehen, diesmal an den Zweitligisten Schinnik Jaroslawl. In Jaroslawl kam er zu 34 Einsätzen in der Perwenstwo FNL, in denen er zwölf Tore erzielte.
Zur Saison 2010 kehrte er nicht mehr nach Moskau zurück, sondern wechselte innerhalb der Premjer-Liga zu Amkar Perm. In Perm absolvierte er 44 Spiele in der Premjer-Liga und erzielte acht Tore, ehe er im September 2012 zum Ligakonkurrenten Anschi Machatschkala wechselte. Bei Anschi konnte er sich jedoch nicht durchsetzen und so kehrte er nach vier Einsätzen im Januar 2013 leihweise nach Perm zurück. Im August 2013 wurde die eigentlich eineinhalbjährige Leihe nach 13 Einsätzen vorzeitig beendet und Burmistrow kehrte nach Dagestan zurück. Dort absolvierte er 13 weitere Spiele für Machatschkala, der Verein stieg am Ende der Saison 2013/14 allerdings in die zweite Liga ab.
Daraufhin wechselte er zur Saison 2014/15 zum Erstligisten FK Krasnodar. In Krasnodar kam er bis zur Winterpause zu fünf Einsätzen in der Premjer-Liga. Im Januar 2015 wurde er an den Zweitligisten Tom Tomsk verliehen. Allerdings konnte er sich auch in Tomsk nicht durchsetzen, für Tom kam er während der Leihe zu fünf Einsätzen in der Perwenstwo FNL. Zur Saison 2015/16 wurde Burmistrow an Krasnodars Ligakonkurrenten Ural Jekaterinburg. In Jekaterinburg machte er zwölf Erstligaspiele.
Zur Saison 2016/17 kehrte er nicht nach Krasnodar zurück, sondern wechselte zu Arsenal Tula. Für Tula kam er in jener Spielzeit zu 20 Einsätzen in der Premjer-Liga, in denen er zwei Tore erzielte. Zur Saison 2017/18 wechselte er zum Zweitligisten Baltika Kaliningrad. In Kaliningrad kam er zu fünf Einsätzen in der zweithöchsten Spielklasse. In der Winterpause wechselte er innerhalb der Perwenstwo FNL zu Rotor Wolgograd. In Wolgograd kam er zu neun Zweitligaeinsätzen, in denen er ein Tor erzielte. Zur Saison 2018/19 schloss Burmistrow sich dem ebenfalls zweitklassigen FK Sotschi an. Für Sotschi absolvierte er in der Saison 2018/19 31 Zweitligaspiele, in denen er drei Tore erzielte. Am Ende jener Spielzeit stieg er mit dem Verein in die Premjer-Liga auf. In dieser machte er in der Saison 2019/20 23 Spiele.

### Nationalmannschaft
Burmistrow spielte 2007 für die russische U-19-Auswahl. Im August 2012 kam er zu einem Einsatz für die B-Nationalmannschaft.